# Dorothea Frederking

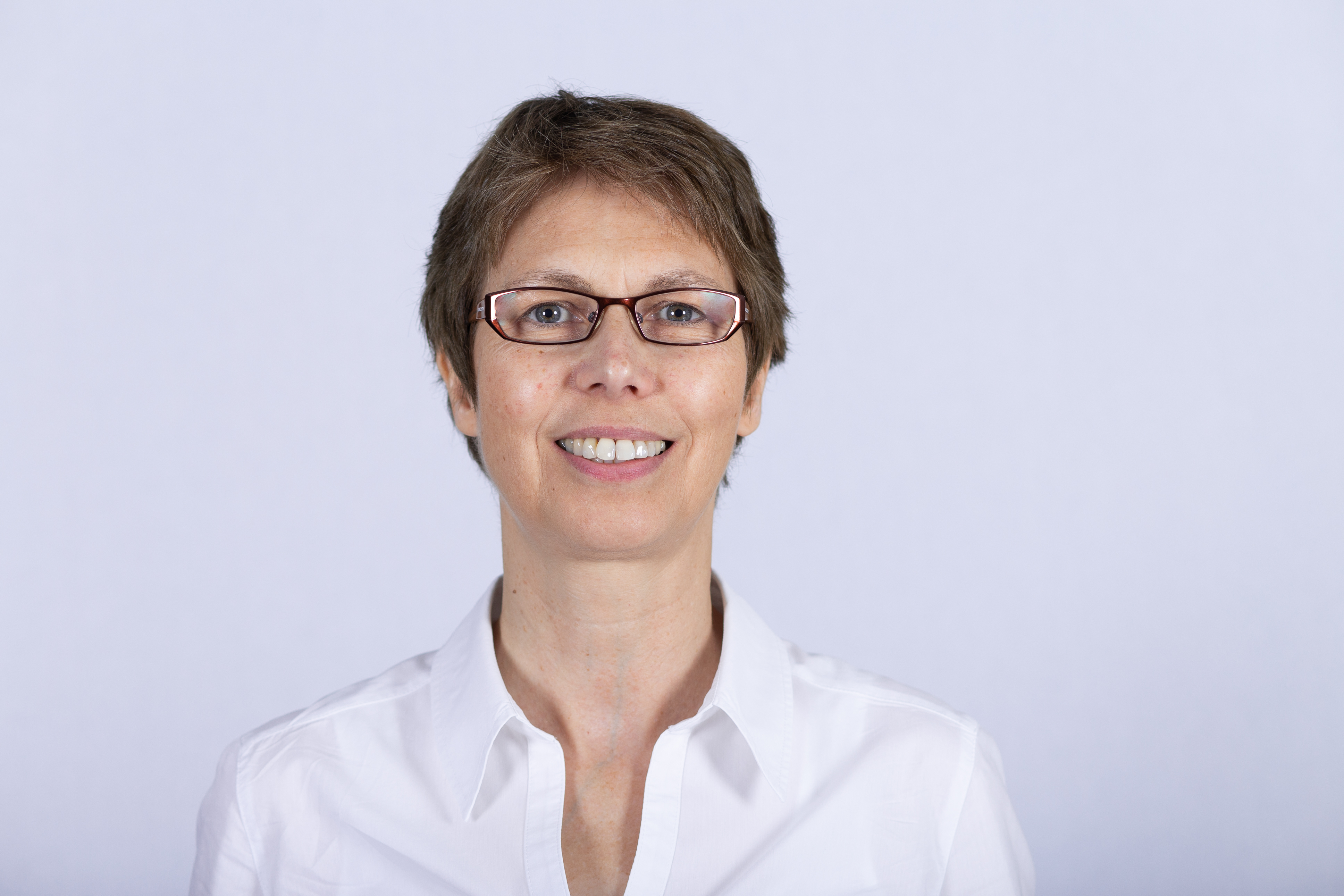
Dorothea Frederking 2018

Dorothea Frederking (* 14. November 1964 in Rothenuffeln) ist eine deutsche Politikerin (Bündnis 90/Die Grünen) und Abgeordnete im Landtag von Sachsen-Anhalt.

## Biografie
Frederking arbeitete zunächst nach dem Abitur in mehreren Betrieben der Getränkeherstellung, studierte anschließend Lebensmittel- und Biotechnologie an der Technischen Universität Berlin und erwarb 1991 einen Abschluss als Diplom-Ingenieurin. Danach arbeitete sie als Lebensmitteltechnologin in der Lebensmittelindustrie.
Ab 1995 leistete sie Projektarbeit beim Öko-Zentrum und -Institut Magdeburg und absolvierte eine Weiterbildung zur Fachkraft im Betrieblichen Umweltschutz. Sie war 1997 und 1998 als wissenschaftliche Mitarbeiterin der Fraktion von Bündnis 90/Die Grünen im Landtag von Sachsen-Anhalt beschäftigt und wechselte anschließend zum AWO Landesverband Sachsen-Anhalt e.V. Hier war sie bis zum Einzug in den Landtag 2011 als Qualitätsbeauftragte tätig.
Frederking lebt in Magdeburg.

## Politik
Frederking gehört der Partei Bündnis 90/Die Grünen seit dem Jahr 2000 an. Von 2002 bis 2004 war sie Mitglied im Magdeburger Kreisvorstand der Partei und von 2006 bis 2012 Beisitzerin im Landesvorstand ihrer Partei in Sachsen-Anhalt tätig. Sie war Agrarpolitische Sprecherin der Grünen in Sachsen-Anhalt.
Bei der Landtagswahl am 20. März 2011 errang sie ein Mandat über die Landesliste ihrer Partei. Sie war in der 6. Legislaturperiode des Landtages (2011 bis 2016) Sprecherin ihrer Fraktion für Landwirtschaft, Energie, Wohnungspolitik, Landesentwicklung, Ernährung und Verbraucherschutz.
Bei der Landtagswahl am 13. März 2016 wurde sie über die Landesliste für die 7. Legislaturperiode (2016 bis 2021) erneut in den Landtag gewählt und ist seitdem Sprecherin ihrer Fraktion für Landwirtschaft, Energie, Verbraucherschutz, Medien und Europa. Bis zum 1. April 2018 war sie zudem stellvertretende Fraktionsvorsitzende im Fraktionsvorstand der Landtagsfraktion von Bündnis 90/Die Grünen.
Bei der Landtagswahl in Sachsen-Anhalt 2021 wurde sie über die Landesliste für die 8. Legislaturperiode (2021 bis 2026) ein weiteres Mal in den Landtag gewählt.

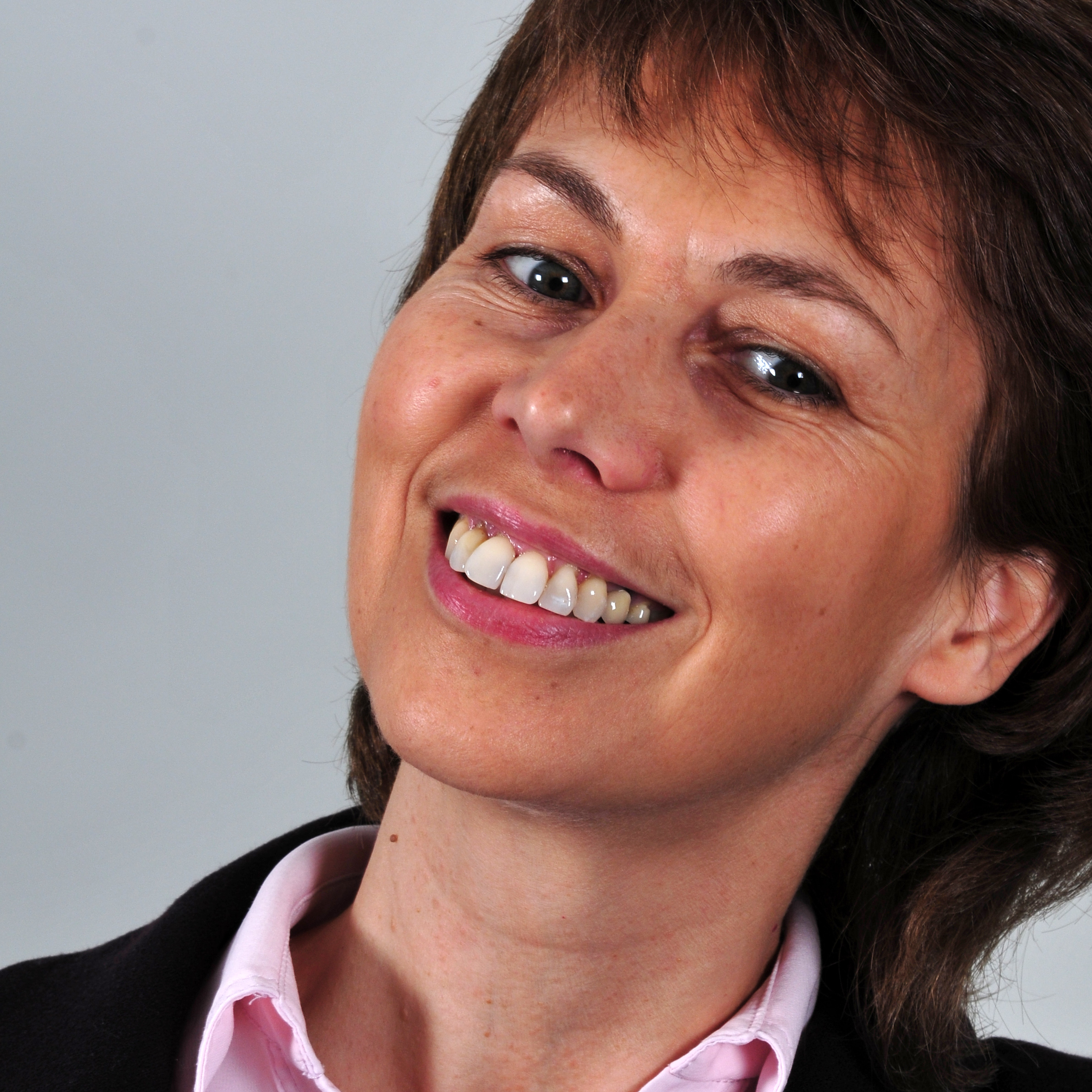
Dorothea Frederking, 2012

Dorothea Frederking ist Mitglied in folgenden Ausschüssen und Gremien des Landtages:
- Ausschuss für Landwirtschaft, Ernährung und Forsten (Ordentliches Mitglied)
- Ausschuss für Bundes- und Europaangelegenheiten sowie Medien (Ordentliches Mitglied)
- Ausschuss zur Überprüfung der Abgeordneten auf eine Tätigkeit für den Staatssicherheitsdienst der DDR (Ordentliches Mitglied)
- Ausschuss für Umwelt und Energie (stellvertretendes Mitglied)
- Ausschuss für Landesentwicklung und Verkehr (stellvertretendes Mitglied)
- Ausschuss für Finanzen (stellvertretendes Mitglied)
- Enquete-Kommission „Stärkung der Demokratie“ (Ersatzmitglied)
- 16. Parlamentarischer Untersuchungsausschuss zur Aufklärung der Kommunalwahlen in der Hansestadt Stendal in den Jahren 2012 und 2014 (stellvertretendes Mitglied)